# 崔泰福
崔 泰福（チェ・テボク、1930年12月1日 - 2024年1月20日）は、朝鮮民主主義人民共和国（北朝鮮）の政治家。朝鮮労働党中央委員会政治局員、党中央委員会副委員長。前最高人民会議議長。

## 経歴
平安南道南浦市生まれ。万景台革命学院卒業。旧東ドイツのライプツィヒ工業大学に留学。1978年9月に金策工業大学の学長に就任。1981年5月に教育委員長に就任。1982年2月より最高人民会議代議員を務める。1986年12月に朝鮮労働党の党中央委員に就任。1990年5月に党中央委員会政治局員候補になる。1992年1月から12月まで党教育部長と党科学部長を兼任し、1992年12月から1993年12月まで党中央委員会書記局書記（国際担当）を務める。同93年4月から12月までには最高人民会議外交委員長も務めた。同93年10月に党中央委員会書記局書記（教育・科学担当）に就任し、同93年12月には再び党教育部長と党科学部長を兼任している。1998年9月に最高人民会議議長になる。2001年9月に党中央委員会書記局書記（国際担当）に就任（現在退任）。
崔泰福は、金正日の国葬時に霊柩車を囲んで歩いた8名の権力中枢人物のうちの一人だった。
2015年12月30日に発表された金養建の葬儀委員名簿で確認された党内序列は、金正恩、金永南、黄炳瑞、朴奉珠、金己男、崔竜海に続く第7位であった。
2016年5月に開催された朝鮮労働党第7次大会で党中央委員会書記に代わって新設された党中央委員会副委員長に就任した。2016年5月の朝鮮労働党第7次大会終了時点での党内序列は7位。
2019年3月に行われた最高人民会議第14期代議員選挙のリストに名前はなく、同年4月に最高人民会議議長を退任。
2024年1月20日、急性心筋梗塞により93歳で死去。死去に伴い翌21日明け方に金正恩総書記が慰問の花輪を贈ったと報じられた。